# Șelimbăr
Șelimbăr é uma comuna romena localizada no distrito de Sibiu, na região histórica da Transilvânia. A comuna possui uma área de  km² e sua população era de 5399 habitantes segundo o censo de 2007.